# 4247 Grahamsmith
4247 Grahamsmith (1983 WC) là một tiểu hành tinh vành đai chính được phát hiện ngày 28 tháng 11 năm 1983 bởi Ted Bowell ở Flagstaff.